# 810 (numero)
Ottocentodieci (810) è il numero naturale dopo l'809 e prima dell'811.

## Proprietà matematiche
- È un numero pari.
- È un numero composto, con 20 divisori: 1, 2, 3, 5, 6, 9, 10, 15, 18, 27, 30, 45, 54, 81, 90, 135, 162, 270, 405, 810. Poiché la somma dei suoi divisori (escluso il numero stesso) è 1368 > 810, è un numero abbondante.
- È un numero semiperfetto in quanto pari alla somma di alcuni (o tutti) i suoi divisori.
- È un numero pratico.
- È un numero di Harshad nel sistema numerico decimale.
- È un numero palindromo e un numero ondulante nel sistema di numerazione posizionale a base 13 (4A4). È altresì un palindromo e un numero a cifra ripetuta nel sistema posizionale a base 29 (RR).
- È parte delle terne pitagoriche (432, 810, 918), (486, 648, 810), (504, 810, 954), (810, 1080, 1350), (810, 1944, 2106), (810, 2112, 2262), (810, 3600, 3690), (810, 6048, 6102), (810, 6536, 6586), (810, 10920, 10950), (810, 18216, 18234), (810, 32800, 32810), (810, 54672, 54678), (810, 164024, 164026).

## Astronomia
- 810 Atossa è un asteroide della fascia principale del sistema solare.
- NGC 810 fa parte di galassie interagenti della costellazione dell'Ariete.

## Altri ambiti
- La Cord 810 è una autovettura costruita dalla casa automobilistica statunitense Cord dal 1936 al 1937.
- Il mais MON 810 è un mais geneticamente modificato utilizzato in tutto il mondo.
- La Nikon D810 e la Nikon D810A sono fotocamere reflex prodotte dalla Nikon Corporation.
- "La Route nationale" 810 è una strada statale della Francia.